# Chris Williams (réalisateur)
Pour les articles homonymes, voir Chris Williams et Williams.
Chris Williams, né le 23 avril 1968, est un réalisateur, scénariste, acteur, producteur et animateur américain qui travaille pour les studios Disney.

## Biographie
Chris Williams est né le 23 avril 1968 à Missouri et a passé les 25 premières années de sa vie à Kitchener, Ontario, Canada, où son père était directeur des services de conseil à l'Université de Waterloo. Williams a obtenu un diplôme en beaux-arts de l'Université de Waterloo, puis s'est inscrit au programme d'animation au Sheridan College, Oakville, Ontario. Après avoir obtenu son diplôme de Sheridan, il a été recruté par les studios Disney et a déménagé à Los Angeles.

### Carrière
Williams a précédemment travaillé dans le département de l'histoire pour Mulan (1998), Kuzco, l'empereur mégalo (2000) et La Reine des neiges (2013), dans lequel il a également prêté sa voix au personnage Oaken. En février 2007, il a été annoncé qu'il réaliserait American Dog, qui a été rebaptisé Volt, star malgré lui (2008) et a ensuite été rejoint par Byron Howard, tous deux en remplacement de Chris Sanders qui était le réalisateur original
En juillet 2010, diverses sources ont rapporté que Williams dirigerait le roi des elfes sur la base de l'histoire de Philip K. Dick. Cependant, en 2012, il a été révélé que Williams avait rejoint un autre film d'animation de Walt Disney, Les Nouveaux Héros, en tant que co-réalisateur, et inspiré par les Marvel Comics du même nom. Il remportera l’Oscar du meilleur film d’animation au côté de Don Hall et Roy Conli.
En novembre 2018, il a été rapporté que Williams avait quitté Disney et qu'il allait écrire et réaliser Le Monstre des mers pour Netflix. Le film sort sur Netflix le 8 juillet 2022 et c’est un succès qui engage une suite.

## Filmographie

### Réalisateur
- 2008 : Glago's Guest
- 2008 : Volt, star malgré lui (co-réalisateur avec Byron Howard)
- 2014 : Les Nouveaux Héros (co-réalisateur avec Don Hall)
- 2016 : Vaiana : La Légende du bout du monde (co-réalisateur avec Ron Clements, John Musker et Don Hall)
- 2022 : Le Monstre des mers

### Scénariste
- 1998 : Mulan (histoire originale)
- 2000 : Kuzco, l'empereur mégalo (scénariste avec Mark Dindal et David Reynolds d’après une histoire originale de Roger Allers)
- 2002 : Lilo et Stitch (chef de l'histoire, du storyboard et du scénario avec Ed Gombert (assistés de Roger Allers et de John Sanford)
- 2008 : Glago's Guest (scénario et histoire originale)
- 2008 : Prototype This! (1 épisode)
- 2008 : Volt, star malgré lui (scénariste avec Dan Fogelman et histoire originale)
- 2009 : Lutins d'élite, mission Noël (idée et histoire originale)
- 2016 : Vaiana : La Légende du bout du monde (histoire originale avec Don Hall, John Musker, Ron Clements, Pamela Ribon, Aaron et Jordan Kandell)
- 2022 : Le Monstre des mers (scénariste avec Nell Benjamin)

### Acteur
- 2008 : Volt, star malgré lui : voix additionnelles
- 2009 : La Famille Jones : Billy
- 2013 : La Reine des neiges : Oaken

### Producteur
- 2009 : Super Rhino
- 2009 : Lutins d'élite, mission Noël

### Animateur
- 2000 : Kuzco, l'empereur mégalo
- 2005 : Chicken Little
- 2007 : Bienvenue chez les Robinson